# Mika Sugimoto
Mika Sugimoto, född den 27 augusti 1984 i Itami, Japan, är en japansk judoutövare.
Hon tog OS-silver i damernas tungvikt i samband med de olympiska judotävlingarna 2012 i London.